# Axel Stelzner
Axel Stelzner (* 22. Juli 1937 in Dresden; † 14. Juni 2024) war ein deutscher Arzt und Hochschullehrer.

## Leben und Beruf
Axel Stelzner wurde am 22. Juli 1937 in Dresden geboren. Nach dem Abitur an der Martin-Luther-Oberschule in Eisenach nahm er 1955 ein Studium der Medizin an der Friedrich-Schiller-Universität Jena auf, das er 1960 abschloss. Nach einem klinischen Jahr trat er 1962 in das Hygiene-Institut der Universität Jena ein und bestand hier 1966  die Facharztprüfung für Medizinische Mikrobiologie. Er arbeitete bis 1980 als Fach- und Oberarzt an der jetzt in Institut für Medizinische Mikrobiologie umbenannten Einrichtung. Des Weiteren war er als Fachberater am Bezirks-Hygiene-Institut Gera – zumindest zeitweise – tätig.
1963 promovierte er zum Dr. med. (Dissertationsarbeit: Untersuchungen zur unspezifischen Serumbakterizidie: Unter Berücksichtigung des Properdinspiegels) und 1971 zum Dr. med. habil. (Dissertationsarbeit: Untersuchungen zur klinisch-immunologischen und seroepidemiologischen Aussagefähigkeit immunhämolytisch standardisierter Nachweisverfahren der Komplementbindung und Komplementbindungsreaktion), jeweils an der Jenaer Universität.
Stelzner wirkte von 1980 bis 1991 am Zentralinstitut für Mikrobiologie und experimentelle Therapie der Akademie der Wissenschaften der DDR (nachdem er die FSU Jena 1980 verlassen hatte) als Abteilungsleiter für Immunpathologie und Virologie. Von 1992 bis zu seiner Emeritierung 2002 war er als Professor und Direktor des neugegründeten Universitäts-Institutes für Virologie und gleichzeitig als Abteilungsleiter für Wirkstoffprüfung am Hans-Knöll-Institut für Wirkstoff-Forschung und Infektionsbiologie in Jena tätig.
Stelzner veröffentlichte 252 wissenschaftliche und 16 kulturhistorische Publikationen sowie 15 Buchbeiträge und 14 Trendanalysen. Er hielt 502 wissenschaftliche und 107 kulturhistorische Vorträge (incl. Poster).
Stelzner war Mitglied zahlreicher wissenschaftlicher und historischer Gesellschaften und Vereine sowie Mitglied der Historischen Kommission für Thüringen.
Stelzner lebte in Göttern, war seit 1965 verheiratet und hatte drei Kinder. Hier war er in die Arbeit des Gemeindekirchenrates und in die kirchliche Denkmalpflege eingebunden, auch wirkte er ehrenamtlich  als Organist.

## Politik
Stelzner wurde 1989 Mitglied der Bürgerbewegung Demokratischer Aufbruch und trat im Oktober 1990  in die CDU ein. Er war von 1990 bis 1991 Abgeordneter des Thüringer Landtages. Er begründete das neue Bundesland mit und trug zur Klärung offener politisch-historischer Fragen bei (Landeshauptstadt, Landeswappen etc.).
Stelzner begründete 1990 den Rotary Club Jena mit und war von 2001 bis 2002 Distriktsgovernor (D.1950). Außerdem war er in der nationalen Poliomyelitis-Bekämpfung tätig.